# رودخانه دوبنا (دائوگاوا)
رودخانه دوبنا (دائوگاوا) (به انگلیسی: Dubna River (Daugava basin)) رودخانه‌ای است که در لتونی جریان دارد.  این رودخانه به دائوگاوا در شهر لیتوانی و در حدود 170 کیلومتری شرق ریگا، می پیوندد.